# Nicole van Kilsdonk
 (octobre 2018).
Nicole van Kilsdonk, née le 13 décembre 1965 à Velsen, est une réalisatrice et scénariste néerlandaise.

## Filmographie
- 1999 : Man, vrouw, hondje (nl)[2]
- 2000 : Ochtendzwemmers (nl)[3]
- 2002 : Polonaise[4]
- 2004 : Making Waves (nl)[5]
- 2005 : All Souls (nl)
- 2005 : Het Ravijn (nl)[6]
- 2005 : Johan (nl)[7]
- 2007 : Zadelpijn (nl)[8]
- 2008 : How To Survive myself? (nl)[9]
- 2010 : Security (nl)[10]
- 2010 : Heading West[11]
- 2011 : Taking Chances[12]
- 2014 : In the Heart (nl)[13]
- 2015 : Ventoux
- 2017 : The Day My Father Became a Bush (en)[14]
- 2017 : Oude Liefde (nl)[15]

## Crédit d'auteurs
- (nl) Cet article est partiellement ou en totalité issu de l’article de Wikipédia en néerlandais intitulé « Nicole van Kilsdonk » (voir la liste des auteurs).